# Khara-Khoto
Khara Khoto (mongol : ᠬᠠᠷ᠎ᠠ
ᠬᠣᠲᠠ, VPMC : qar-a qeta, cyrillique : хар хот, MNS : Khar Khot : « Ville noire » ; chinois : 黑城 ; pinyin : hēichéng ; litt. « ville noire » ou 黑水城, hēishuǐchéng, « ville de l'eau noire ») est une ville médiévale tangoute de la ligue d'Alxa, bannière d'Ejin, en Mongolie-Intérieure. Elle est située près de l'ancien lac Juyan. 

## Histoire
Khara-Khoto était une ville importante du royaume des Xia occidentaux (également connu sous le nom d'empire Tangoute) dont elle fut la capitale à partir du XIIe siècle jusqu'à sa prise par les mongols en 1226. La cité formait une vaste citadelle disposant de murs de 10 mètres de haut. Elle est abandonnée après 1380, date des plus récents documents trouvés sur le site.

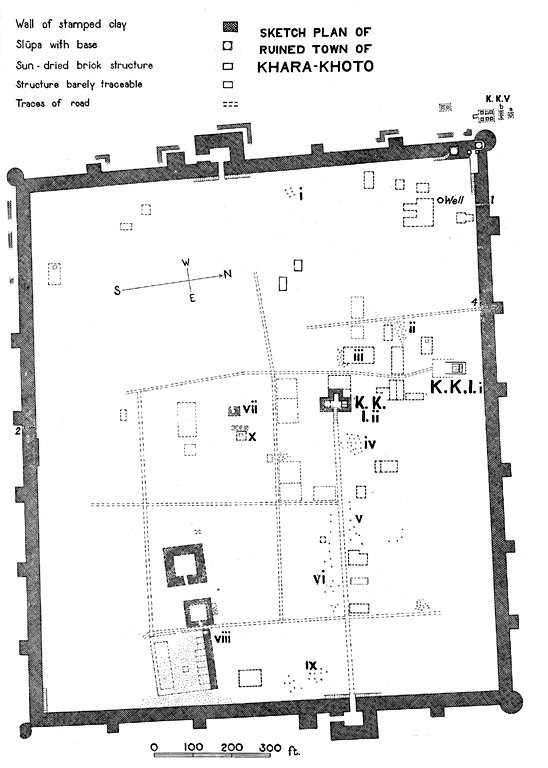

Marco Polo l'appelle Ézina dans le Livre des Merveilles.
Quoique réputée imprenable, au moins par son dirigeant Kara Tsian Tsiun, elle fut prise par les forces chinoises Ming à la fin du XIVe siècle, en 1372, grâce à un barrage sur la rivière Etsin-gol (en), cent ans après le passage de Marco Polo, et disparut ensuite.
Après que le Bouriate Badmazhapov ait envoyé à la Société russe de géographie une description du site et des photographies, une expédition menée par Piotr Kouzmitch Kozlov (1863-1935) fouilla le site en 1909 et envoya 10 caisses de manuscrits à Saint-Petersbourg.
Sir Aurel Stein fouilla le site à son tour en 1914 puis Langdon Warner en 1925 avant Folke Bergman en 1927 et 1929. Plusieurs études sur les documents trouvés lors de fouilles plus récentes sont publiées.

## Reportage
- Aux frontières de la Chine — Khara Khoto : citadelle des sables, de Serge Tignères, 54 minutes, fait en 2006.